# Marie Stumpe
Marie „Mieze“ Stumpe, geborene Marie Docke (* 5. Juli 1877 in Bremen; † 16. Dezember 1946 in den USA) war eine deutsche Malerin.

## Leben

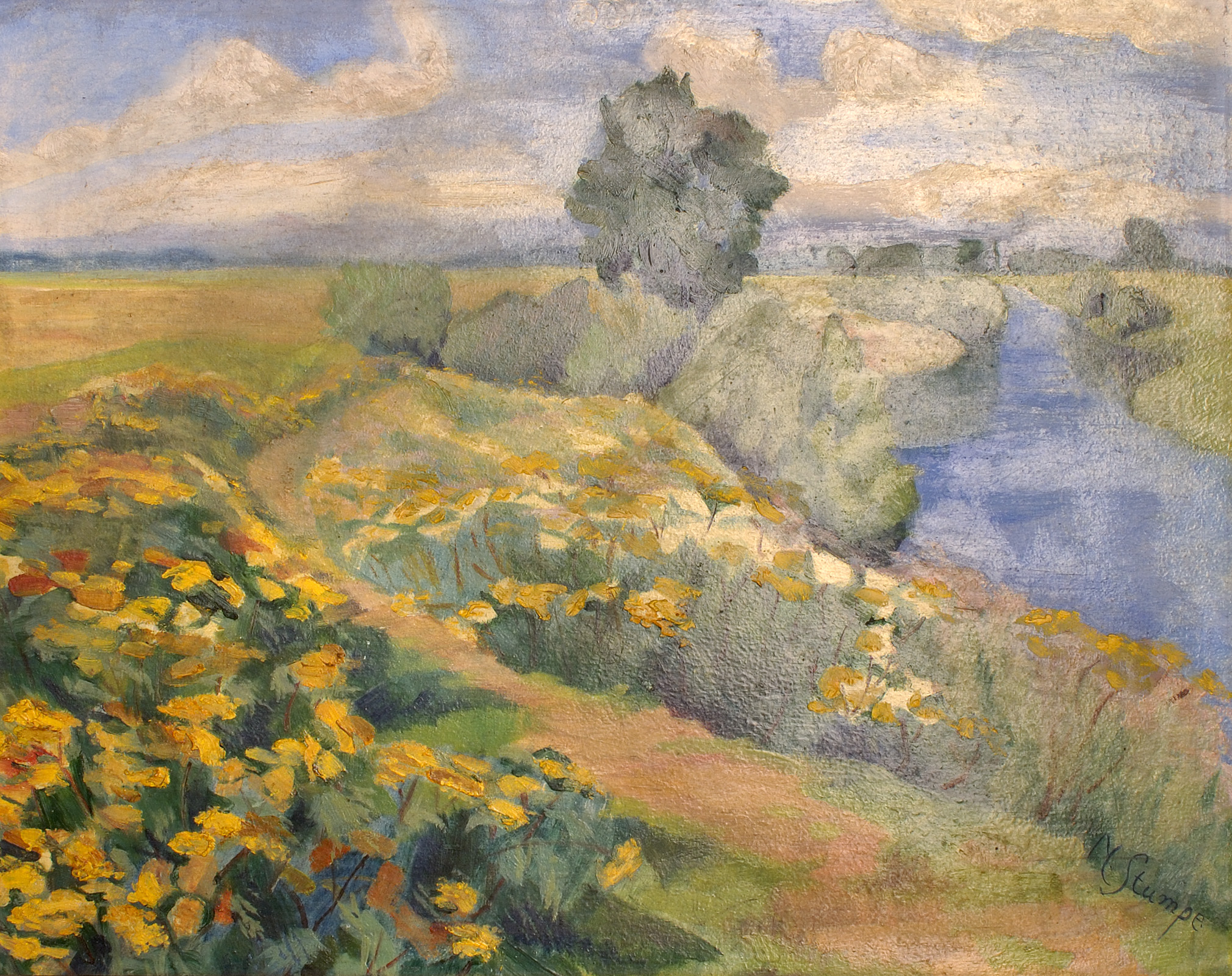
Marie Stumpe Hunte bei Dötlingen

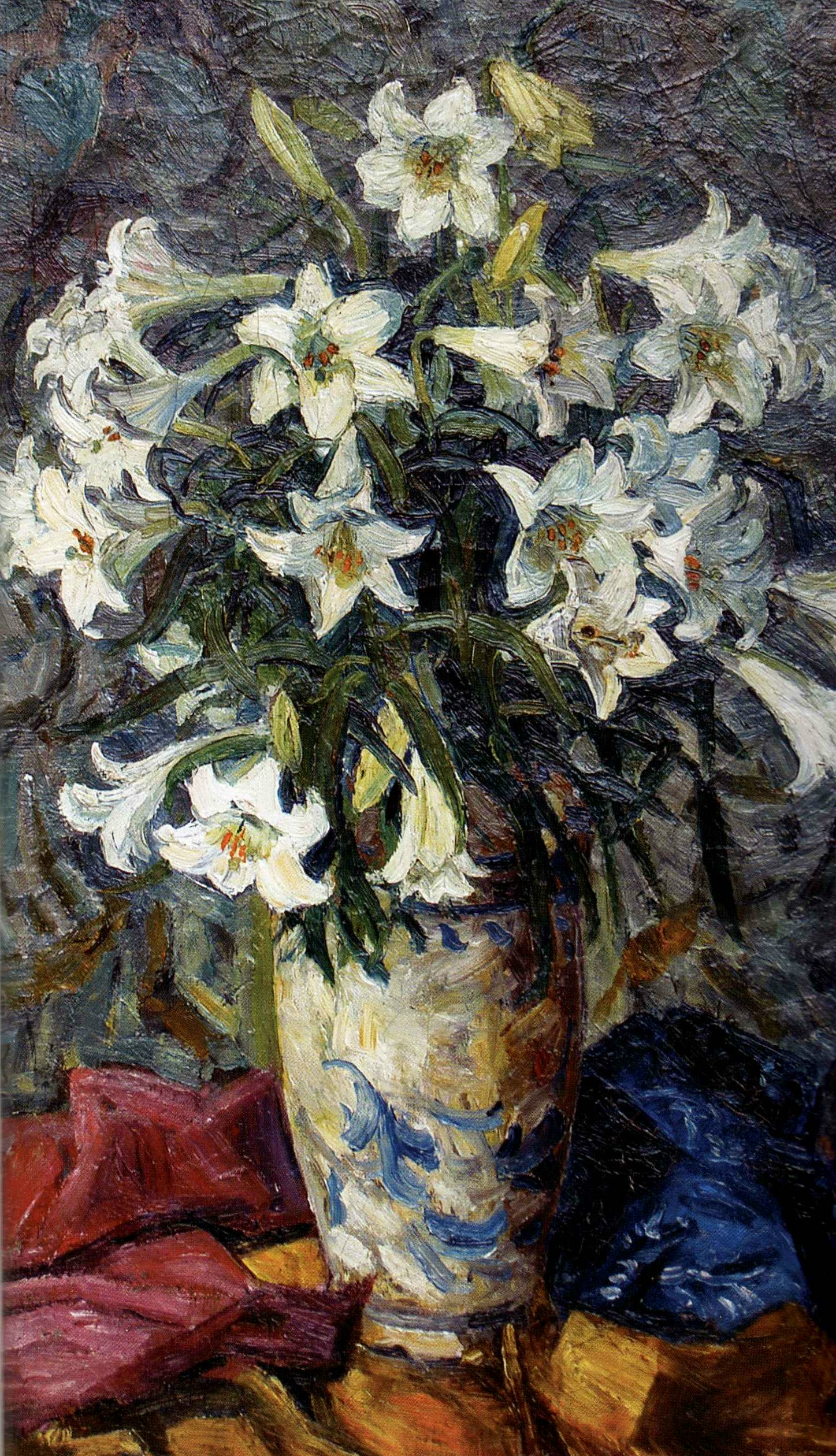
Marie Stumpe Weiße Lilien

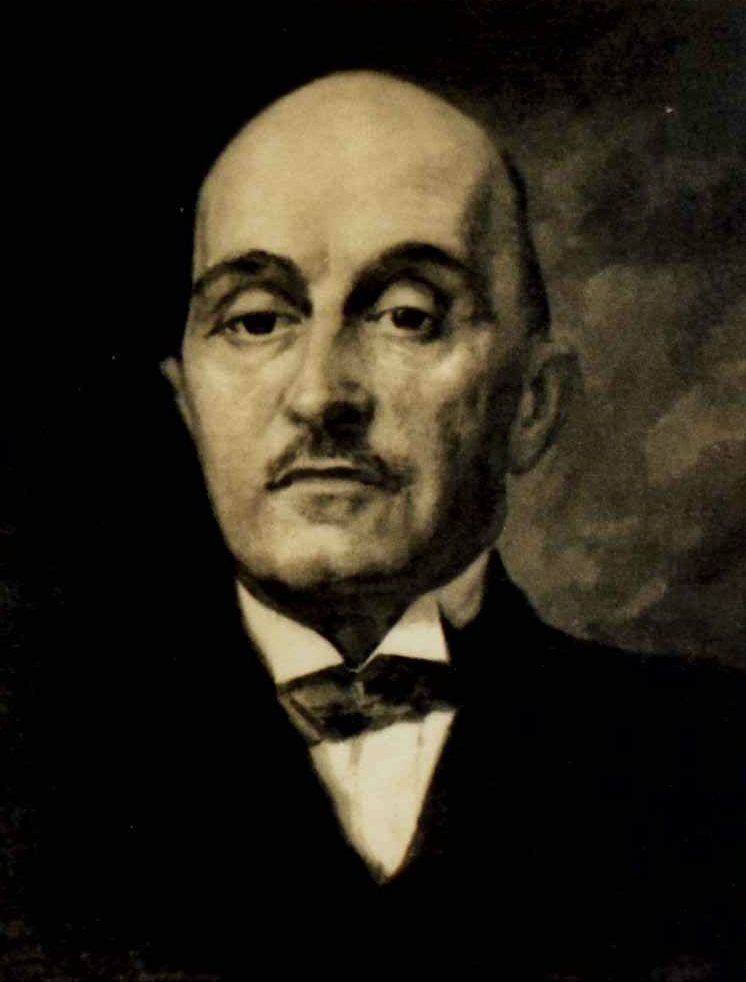
Fritz Cobet Siegmund Stumpe

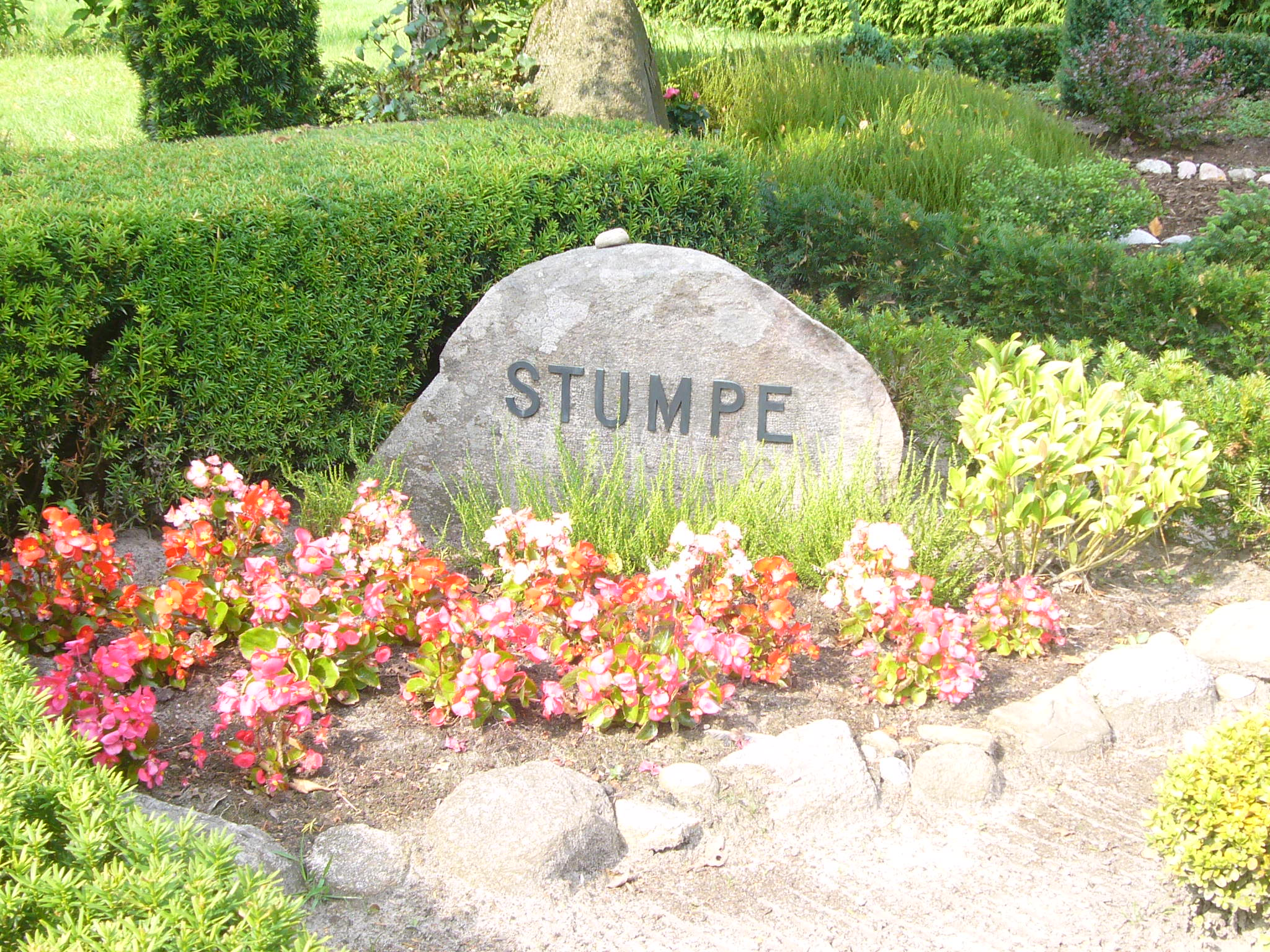
Marie Stumpes Grabanlage in Dötlingen

1877 war das Geburtsjahr von Marie Docke. Ihr Vater Bernhard Wilhelm Docke aus Bremen war Exportkaufmann und international tätig mit eigenen Besitzungen im ehemaligen Deutsch-Südwestafrika. Marie heiratete den Tabakmakler Siegmund Stumpe, Bremen/Kopenhagen. Von 1905 bis 1906 war Marie Stumpe, gern auch Mieze Stumpe genannt, Malschülerin von Georg Müller vom Siel. Sie lebte in der Künstlerkolonie Dötlingen von 1905 bis 1936. Marie Stumpe stammte aus einem wohlhabenden Elternhaus und ihr Mann war als erfolgreicher Tabakimporteur finanziell unabhängig. Ein ländlich gelegenes Sommerhaus war in großbürgerlichen hanseatischen Kreisen nicht unüblich. So erklärte er sich mit dem Wunsch seiner Frau einverstanden, dass sie dauerhaft in Dötlingen bleiben wolle.
Marie Stumpe genoss das Leben in Dötlingen. Ihr Mann blieb zumeist in Bremen, um sich um die Geschäfte zu kümmern; er kam in der Regel nur an den Wochenenden. Um nicht zu vereinsamen und um Anregungen für ihre Kunst zu erlangen, lud Marie Stumpe Künstlerkollegen nach Dötlingen ein. Sie konnten den Sommer in ihrem Haus verbringen. Zu den Künstlern, die bei ihr lebten, gehörten der Bremer Maler Fritz Cobet (1885–1963) und der Berliner Otto Heinrich (1891–1967). Auch die Bremer Malerinnen Toni Elster (1861–1948) und Anna Feldhusen (1867–1951) kamen wiederholt zu Besuch.
In den ersten zehn Jahren verbrachte Marie Stumpe mit ihren vier Kindern eine glückliche Zeit in den „Goldbergen“ von Dötlingen. Ihr Mann war erfolgreich im Geschäft – besonders während des Ersten Weltkriegs. Finanzielle Sorgen kannten sie nicht.
Doch das Ende des Krieges und die nachfolgende Inflation brachte den finanziellen Absturz. Siegmund und Marie Stumpe verloren ihr Vermögen. Siegmund Stumpe starb 1930, sieben Jahre später musste Marie Stumpe ihr Haus in Dötlingen an den Bremer Reeder Richard Adler verkaufen.
Von einem Besuch ihres ersten Sohnes Siegmund (benannt nach seinem Vater) in den USA im Jahr 1939, kehrt sie nie nach Deutschland zurück. Sie verstirbt am 16. Dezember 1946, ihre Urne wird 1947 auf dem Dötlinger Friedhof beigesetzt.

## Werk
Das Werk Marie (Mieze) Stumpes ist weitgehend unbekannt. Im Dötlinger Privatbesitz und im Familienbereich hängen verstreut einzelne Arbeiten. Die Gemeinde Dötlingen besitzt wenige Bilder, darunter als Leihgabe das Gemälde Weiße Lilien, das hohes malerisches Können dokumentiert und lange in der Dötlinger Kirche hing. Ihr Gesamtwerk ist verschollen.